# Ternstroemia emarginata
Ternstroemia emarginata är en tvåhjärtbladig växtart som beskrevs av Jacques Denys Denis Choisy. Ternstroemia emarginata ingår i släktet Ternstroemia och familjen Pentaphylacaceae. Inga underarter finns listade i Catalogue of Life.